# 朝吹まり
朝吹 まり（あさぶき まり、1985年4月26日 - ）は、日本の漫画家。東京都東久留米市出身。

## 略歴
2003年のりぼん漫画スクール2月号で「リアルステップ」が準りぼん賞を受賞。同作品によってデビュー（『りぼんオリジナル』（集英社）同年2月号に掲載）。
五反田ふせちゃんずとして、槙ようこのアシスタントも務めている。
2012年5月7日のtwitterと自身のブログにおいて、結婚したことを報告した。その後、2014年6月24日に娘を出産し、育児に専念するため当分は漫画の仕事を中止する旨を語った。
2015年よりフリーランスに転向。同年12月17日発売の『冬の大増刊号りぼんスペシャル』より、漫画家としての活動を再開した。
2018年2月期Sho-Comiまんがアカデミアにおいて「森猫まりり」名義で初投稿作である『きみの隣、私にください。』でデビュー賞を受賞。この作品が『"イイコ"の私と、"ホンネ"の君と。』にタイトルを変更しデビュー作として、『Sho-Comi』増刊号に掲載された。作者本人は、「今後イラストや児童書、「朝吹まり」名義としてご縁がある仕事は『朝吹まり』名義で。少女漫画作品は『森猫まりり』名義で執筆していく。」と述べている。

## 作品リスト

### 連載
- キミとここから!（2007年『りぼん』1月号 - 3月号） - 連載デビュー作
- バドガール（2008年『りぼん』6月号 - 11月号）
- めざせ大和撫子！ミシェルのにっぽん留学日記（壱ポイント -ichi point-、2015年 - [3]）
- プリティーリズム（2010年『りぼん』8月号 - 2012年6月号）

森猫まりり名義の作品
- 源氏物語〜愛と罪と〜（『Sho-Comi』2019年1号[4]、3・4合併号[5] - 6号[自己 6]、12号[6] - 15号、19号 - 21号）
- 花の散るらん-吉原遊郭恋がたり-（『Sho-ComiX』2020年2月14日号[7] - 2022年12月15日号[8]）
- 三つ星彼氏のフルコース（『Sho-ComiX』2023年6月15日号[9] - 2025年7月15日号[10]）
- 覇王様の異世界花嫁（原作：柚原テイル、『Sho-Comi』2025年17号[11] - ）

### 読み切り
- リアルステップ（2003年『りぼんオリジナル』2月号） - デビュー作
- ラブ×ライブ（2003年『りぼんオリジナル』8月号）
- ガールズ･リミット（2003年『りぼん』秋のびっくり大増刊号）
- カレシの条件。（2004年『りぼんオリジナル』2月号）
- 無敵☆女子高生（2004年『りぼん』春のびっくり大増刊号）
- 無敵☆女子高生〜アヤカ×ケンジ〜（2004年『りぼん』9月号）
- とろけるピュア（2004年『りぼんオリジナル』12月号）
- 舞い降りる華（2005年『りぼん』5月号別冊ふろく）
- Wピース!（2005年『りぼん』夏休みびっくり大増刊号）
- ホワイトキャロル（2005年『りぼん』12月号）
- ラブvs（2006年『りぼん』冬休みチャレンジ!大増刊号）
- スターズ☆（2006年『りぼん』春のチャレンジ!大増刊号）
- 百年人形（2007年『りぼん』春の超びっくり大増刊号）
- ラブログ!（2007年『りぼん』9月号）
- ボクの君へ（2007年秋の大増刊号『りぼんスペシャル』）
- ハイスクールミュージカル（原作：ディズニー、2009年『りぼん』3月号）
- GAL（ギャル）ティーンズ（2010年冬の大増刊号『りぼんスペシャル』、2010年春の大増刊号『りぼんスペシャル』）
- めちゃカワ!（2012年『りぼん』12月号別冊ふろく）
- はに☆ばに（2013年春の大増刊号『りぼんスペシャル』）
- 放課後のヒミツ（2013年『りぼん』8月号）
- 君の帰る場所（2013年夏の大増刊号『りぼんスペシャル』）
- 純情♥メイク（2014年冬の大増刊号『りぼんスペシャル』）
- 好きだけじゃダメなんですか?（2014年虹いろ大増刊号『りぼんスペシャル』）
- 初めてですが何か?（2016年冬の大増刊号『りぼんスペシャル』）
- 制服で一晩中。（原作：榊あおい、2017年冬の大増刊号『りぼんスペシャル』）

森猫まりり名義の作品
- "イイコ"の私と、"ホンネ"の君と。（『Sho-Comi』2018年6月15日増刊号）
- きみとふたり、アクアリウムで。（『Sho-Comi』2018年8月15日増刊号）
- 恋の始まりは、海の底から。（『Sho-Comi』2018年16号）
- 完璧彼氏に溺愛されてます（『Sho-Comi』2018年10月15日増刊号）
- 覇王様の異世界花嫁（原作：柚原テイル、『Sho-Comi』2025年3・4合併号[12]）

### その他
- 神に愛された天才音楽家（2016年7月5日発売『学習まんが 世界の伝記NEXT モーツァルト』、監修・久保田慶一、シナリオ・和田奈津子）
- ただ一途に（2017年6月20日発売『まんが NHKアスリートの魂 試練を乗りこえて』、協力・NHK「アスリートの魂」番組スタッフ、スポーツ監修・山田幸雄）

## 書籍

### コミックス
- 無敵☆女子高生
- ホワイトキャロル
- キミとここから!
- バドガール（全2巻）
- ハイスクールミュージカル
- プリティーリズム（全5巻）
- 学習まんが 世界の伝記NEXT モーツァルト 神に愛された天才音楽家
- まんが NHKアスリートの魂 サッカー香川真司 フィギュアスケート宮原知子 柔道野村忠宏 試練を乗りこえて（共著。宮原知子の漫画を担当）

森猫まりり名義の作品
- 源氏物語〜愛と罪と〜（全3巻）
- 花の散るらん-吉原遊郭恋がたり-（全6巻）
- 三つ星彼氏のフルコース（既刊2巻）

### アンソロジー
- 東日本大震災チャリティー漫画本 PARTY! HANA[注 1][13]（2011年8月5日発売[14]、メディアパル、ISBN 978-4-89610-201-7）
  - バドガール〜あぶない占い師編〜[注 2][15]

### イラスト
- いいかげん俺を好きになれよ（2016年8月1日発売、著:青山そらら、ケータイ小説文庫、ISBN 978-4-8137-0137-8）
- 深夜0時、キミと待ち合わせ。（2016年11月1日発売、著:榊あおい、ケータイ小説文庫、ISBN 978-4-8137-0173-6）
- 通学電車シリーズ
  - 〜君と僕の部屋〜みらい文庫版（2017年4月28日発売[16]、著者:みゆ、集英社みらい文庫、ISBN 978-4-08-321370-0）
  - 〜何度でも君を好きになる〜みらい文庫版（2017年8月18日発売[17]、著者:みゆ、集英社みらい文庫、ISBN 978-4-08-321391-5）
  - 〜ずっとずっと君を好き〜みらい文庫版[18]（2017年12月22日発売[19]、著者:みゆ、集英社みらい文庫、ISBN 978-4-08-321414-1）
- 無糖バニラ〜苦くて甘い幼なじみ〜（2017年9月25日発売、著:榊あおい、ケータイ小説文庫、ISBN 978-4-8137-0321-1）
- 手をつないで帰ろうよ。（2017年11月25日発売、著:嶺央、ケータイ小説文庫、ISBN 978-4-8137-0353-2）
- 5分でときめき!超胸キュンな話[20][21]（2017年12月22日発売[22]、著者:宮下恵茉・みゆ・みずのまい・夜野せせり・針とら、絵:染川ゆかり・朝吹まり・U35・森乃なっぱ・みもり、集英社みらい文庫、ISBN 978-4-08-321412-7）
- 俺が絶対、好きって言わせてみせるから。（2018年1月25日発売、著:青山そらら、ケータイ小説文庫、ISBN 978-4-8137-0387-7）
- 俺の愛も絆も、全部お前にくれてやる。（2018年10月25日発売、著：晴虹、ケータイ小説文庫、ISBN 978-4-8137-0551-2）
- ふたりは幼なじみ。〜クールな執事の甘い溺愛〜[23]（2019年2月25日発売、著：青山そらら、ケータイ小説文庫、ISBN 978-4-8137-0629-8）

## 関連人物
- 槙ようこ[自己 7] - アシスタント経験先。
- 梅澤麻里奈[2] - 「森猫まりり」名義デビュー時の審査員。